# Dionisio Napal
Monseñor Dr. Dionisio R. Napal fue un sacerdote argentino anticomunista que impulsó la política  demócrata cristiana en su país, fue periodista y escribió ensayos de temática religiosa, filosófica y sociopolítica.

## Biografía

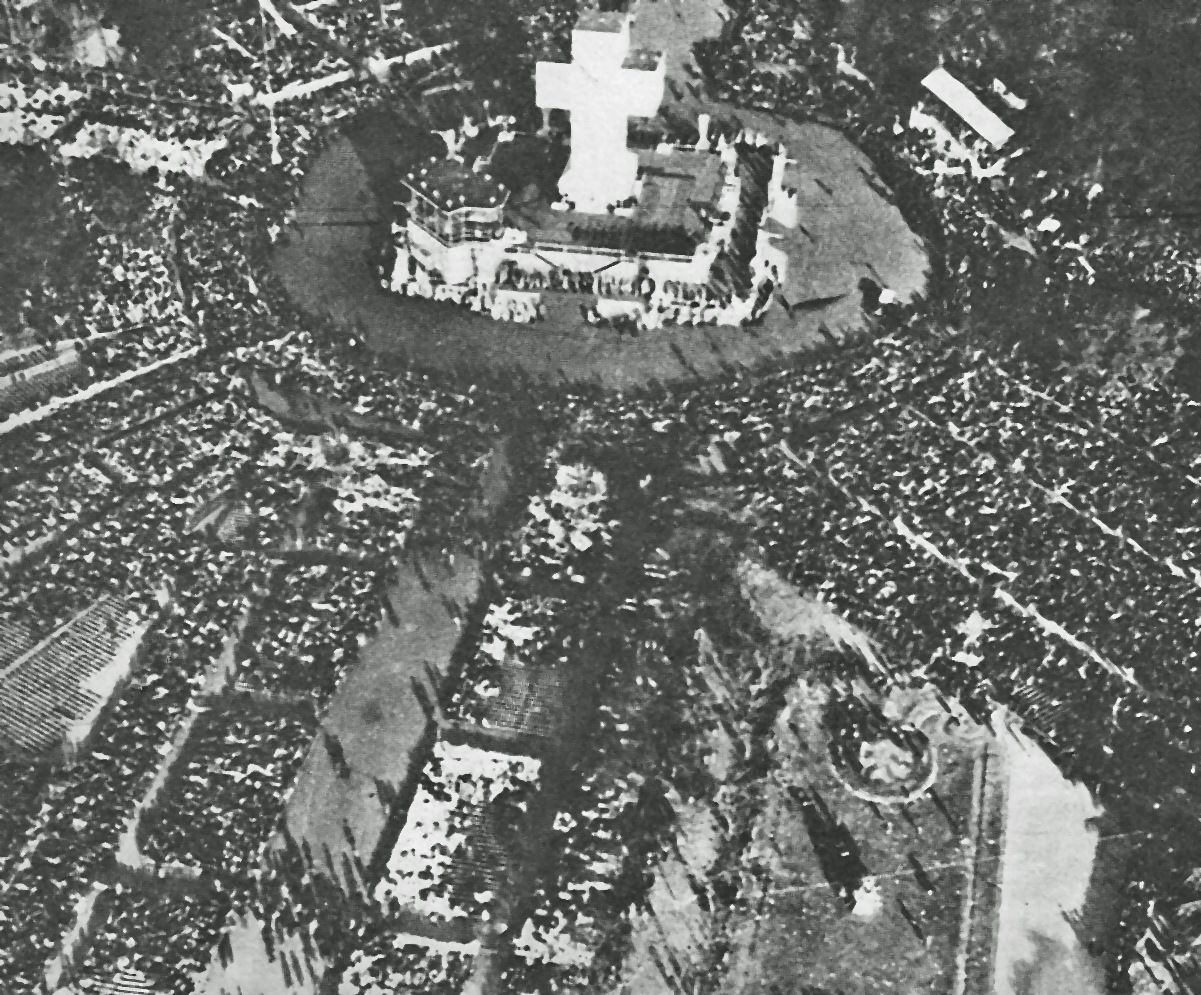
Congreso Eucarístico celebrado en 1934 en Buenos Aires al que asistió Eugenio Pacelli, futuro Papa Pío XII. La voz oficial, la que llegó a través de los parlantes es la del Monseñor Dionisio Napal.

Monseñor Dionisio R. Napal nació el 16 de noviembre de 1887 en San Isidro, Buenos Aires, hijo de los españoles Casimiro Napal Abaurrea y María Jesús de San Miguel Calvo, de Lumbier, Navarra. Fue bautizado por la Iglesia Católica el 19 de febrero de 1880 en la Catedral de San Isidro.
Desarrolló una activa militancia de carácter social católico por medio del libro, el sermón y las conferencias. Cursó estudios en el seminario de Villa Devoto y fue alumno de la Universidad Gregoriana y del Colegio Pío Latinoamericano de Roma.
El 19 de agosto de 1911 es nombrado Teniente cura de Belgrano, hasta el 19 de marzo de 1916.
Funda en abril de 1912 el órgano social cristiano El Trabajo. El 1 de junio de 1919 Napal, como Vicedirector de los Círculos Obreros, traza un programa de acción a través de conferencias populares y participa activamente en los Congresos de la Liga Patriótica Argentina como orador.
En el año 1921 renuncia al puesto de vicario coadjuntor de la parroquia de San Miguel y algunos años después al de subdirector de los Círculos de Obreros, ante la negativa de promoción al obispado de monseñor Miguel De Andrea, donde Napal era uno de sus más influyentes colaboradores doctrinarios.
En 1924 se incorpora a la Armada Argentina. En el año 1925 realiza un viaje a bordo de la Fragata Escuela Presidente Sarmiento como capellán de a bordo. El 9 de junio de 1926, fue nombrado vicario general de la Armada, al fallecer su predecesor Monseñor Piaggio.
Escribió el reglamento para el Clero Castrense de la Armada.
Fue el presidente de la comisión organizadora de la “Semana Social” de los Círculos de Obreros del 12 al 16 de octubre de 1927.
Organizador y fervoroso participante en los festejos del Tercer Centenario de la Virgen de Luján.
Locutor oficial del XXXII Congreso Eucarístico Internacional realizado desde el 9 al 14 de octubre de 1934 al que asistió Eugenio Pacelli, futuro Papa Pío XII. La voz oficial, la que llegó a través de los parlantes es la de Napal. También en dicha oportunidad fue el locutor de una película rodada por el Episcopado Argentino sobre el Congreso Eucarístico Internacional de 1934. Al narrar la misa al aire libre en la que comulgaron miles de marineros y soldados, Napal recitó que 

“es la misma nación en armas la que dobla la rodilla ante el Dios de la vida, ante el señor de las naciones. Ellos formulan su doble promesa, de servir a Dios y a las insignias”.

Desarrolla en la década del ’30 una destacada actividad radiofónica en la difusora metropolitana LR3, que él mismo bautizó como “Radio Belgrano”.
El 22 de mayo de 1938, ante más de 20.000 personas, bendijo las instalaciones durante la inauguración del "Estadio Monumental" del Club Atlético River Plate, en la ciudad de Buenos Aires.
Muere el 29 de marzo de 1940.

## Obras
- 1923 – Vida de José María Bustamante – fundador del Instituto de las Hermanas Adoratrices.
- 1924 – Función patriótica y social de la Conscripción Obligatoria.
- 1925 - El Comodoro Martín Rivadavia
- 1926 - Junto al Surco.
- 1926 - Recuerdos y Visiones del Camino.
- 1927 – La Semana Social
- 1928 - Hacia el Mar.
- 1932 – El Imperio Soviético
- 1937 – Comentario Evangélico

## Influencias en Napal
Es muy recurrente en los escritos de Napal ver citas de la encíclica Rerum Novarum de León XIII, verdadera hoja de ruta para su producción intelectual con temáticas orientadas hacia lo social:

"Hacer política, se argumenta. Sí, señores, trata de poner en práctica al política de Leon XIII, de Benedicto XV, de los dos Píos, que es la sagrada política del evangelio, la de todos los tiempos. (...) los conceptos de la Rerum Novarum, sobre el trabajo, la propiedad y la intervención del Estado."

Inició su campaña moralista en 1916 

"(...) -Hay que ir al pueblo- había dicho León XIII."

La otra gran influencia en Napal es el catolicismo social alemán, siendo Napal uno de los principales impulsores del catolicismo social en Argentina:
El movimiento cristiano y patriótico de Napal se inspira en los sabios ejemplos de Windthorst. Quería una organización vasta y sencilla, tan general como rápida y eficaz.